# 慈昌
慈昌（日语：／，天文13年1月10日（1544年2月2日）
- 元和6年11月2日（1620年11月25日））是日本安土桃山時代到江戶時代的凈土宗僧人。号為貞蓮社源譽存應（貞蓮社源誉存応）。出生於武藏國多摩郡由木。

## 生平
慈昌最初在武藏國新座郡的時宗大平山法台寺師事蓮阿出家，所學為一遍法流。1561年（永禄4年）跟從存貞在岩瀨大長寺改信凈土宗。後來前往武藏國川越蓮馨寺、1574年（天正2年）開創長傳寺。1584年（天正12年）成為江戶增上寺第12世主持。1590年（天正18年）德川家康在關東入部，與其結成師檀關係，增上寺成為德川家的菩提寺。1598年（慶長3年）增上寺遷至現在的芝（東京都港區）。曾參加關東十八檀林制度設置會議，還被賜予紫衣，贈號「普光觀智國師」。

## 外部連結
- 大平山法臺寺 （页面存档备份，存于）